# Mandragore (jeu vidéo)
Pour les articles homonymes, voir Mandragore (homonymie).
Mandragore est un jeu de rôle dans un univers d'heroic fantasy. Créé par Marc Cecchi, édité par Infogrames en 1984, il s'agit de l'un des premiers jeux de rôle français sur ordinateur et le premier sur Commodore 64. Il a ensuite été publié sur Thomson MO5, Thomson TO7/70, Thomson TO9, et MSX.
Ce jeu de rôle encourage la réflexion, l'apprentissage des règles de jeux répandus (carré magique, échecs), la découverte de l'Iliade et de l'Odyssée, etc. En 1984, il reçoit le « 1er Prix Arcade » du ministère français de la Culture.
Christian Ballandras a écrit une nouvelle de 30 pages intégrée au manuel (« La geste de Syrella ») et le roman de 200 pages « Mandragore » (qui raconte les aventures de Torlinn le barbare, de Syrella la ranger et de leurs compagnons jusqu'à leur combat final contre le démon Yarod-Nor).
Le gameplay de Mandragore a été repris dans Oméga : Planète Invisible (un jeu de rôle futuriste réalisé par Marc Cecchi).

## Synopsis
Depuis qu'une pluie d'étoiles filantes s'est abattue sur le pays de Mandragore, le démon Yarod-Nor a remplacé le bon roi Joriand qui y régnait et une ceinture de montagnes l'a isolé du reste du monde.
Le chaos et le désespoir prédominent, et seule la découverte des 9 chants répartis dans neuf donjons différents présentant chacun un thème (l'écologie, les échecs, le zodiaque, un volcan, les carrés magiques, une ruche, un château hanté, la mer, le ciel) permettrait à des aventuriers de vaincre le mal. La première lettre de chaque chant obtenu compose le mot nécessaire pour réussir le jeu.

## Système de jeu

### Principes
Le joueur choisit une équipe de personnages prédéfinis (option « Aventure de Syrella ») ou compose son propre groupe. Dans ce cas, le joueur sélectionne quatre personnages, dont il définit les caractéristiques (constitution, force, intelligence, sagesse, dextérité, aspect), la race (nain, elfe, mi-orc, hobbits, humain), le métier (guerrier, ranger, magicien, sage, voleur, baladin), le sexe (deux possibilités), le nom (six lettres maximum), et la couleur (pour les différencier en cas de besoin).
Il y a plusieurs « modes » dans le jeu, qui simulent les différents endroits explorés par le joueur :
- le « mode carte » permet les déplacements dans le pays de Mandragore, pour aller d'un village à un autre ou accéder à un donjon ;
- le « mode monstres errants » est déclenché quand les personnages qui se déplacent en « mode carte » rencontrent une créature hostile ;
- le « mode village » permet des échanges avec les villageois (achat ou vol de matériel, vente des objets trouvés durant la quête) ;
- le « mode donjon » permet d'explorer les donjons, chacun composé d'une trentaine de salles ; la résolution des énigmes peut s'effectuer avec des objets découverts dans des endroits trouvés grâce à des indices parfois répartis dans des donjons différents.

Les donjons peuvent être explorés dans n’importe quel ordre, même si certains s'avèrent difficiles pour un groupe inexpérimenté. Les personnages peuvent se séparer selon les nécessités de la quête. L'expérience acquise permet d'augmenter le niveau, et donc la puissance, des personnages. Le joueur doit gérer boisson et nourriture, sinon ses personnages meurent. Les actions sont déclenchées grâce à des verbes, comme « Attaquer », « Ouvrir », « Prendre », etc.

### Aspects culturels des donjons
L'ambiance générale sensibilise le joueur à différents aspects culturels et sociétaux :
- D1 (donjon de l'écologie) : les actions de l'Homme ont rendu la nature malade.
- D2 (donjon des échecs) : un camp vert et un camp rouge ; les amis sont en vert...
- D3 (donjon du zodiaque) : douze créatures du zodiaque portent un message.
- D4 (donjon préhistorique) : des créatures depuis longtemps disparues ont resurgi sous une montagne.
- D5 (donjon des mathématiques) : un carré magique.
- D6 (donjon reprenant le thème de l'écologie) : les abeilles n'arrivent plus à se reproduire et les ouvrières sont devenues folles.
- D7 (donjon hanté) : fantômes et sorcières...
- D8 (donjon de la mer) : inspiré des textes de Homère et peuplé de sirènes.
- D9 (donjon des cieux) : rempli de créatures mythologiques fabuleuses (griffons, phénix, vampires, dragons).

Seul un bateau permet d'arriver au donjon final D0, dont les épreuves ne peuvent être résolues qu'avec ce qui a été trouvé dans les donjons D1 à D9. Le donjon D10 n'est que le texte de fin de l'aventure.

### Incohérences
Toujours intéressant de nos jours, en particulier dans le domaine culturel et de la réflexion, ce jeu de rôle souffre de plusieurs incohérences :
- un objet posé est définitivement perdu ;
- il n'y a pas d'interactions entre les personnages ;
- les personnages ne semblent jamais se fatiguer (d'ailleurs, ils ne peuvent pas se reposer) ;
- il n'y a pas d'alternances entre la nuit et le jour pendant les grands périples ;
- le décor suggère parfois des issues impossibles à emprunter ;
- les lapins sont comestibles dans le donjon D1, mais pas dans le donjon D6.

Par rapport au roman :
- Torlinn est un barbare mais la classe n'existe pas dans le jeu
- L'équipe par défaut sur C64 présente Torlinn comme un mi-orc alors que c'est un humain, les mi-orcs sont ses ennemis jurés
- L'équipe par défaut sur Mo5 a interverti les classes entre Gelth et Podus
- La classe Baladin semble être une erreur d'interprétation, c'est la classe Paladin que l'on retrouve habituellement dans ce type de jeu à l'exception de la franchise Bard's Tale, sortie l'année suivante.
- L'équipe par défaut présente Syrella comme une Baladin alors que c'est une Ranger.
- Dans le roman Syrella est brune, dans le jeu elle est blonde.

## Développement
Dans le numéro 12 de Science et Vie Micro (décembre 1984), Marc Cecchi explique comment il a créé Mandragore : très intéressé par le jeu Ultima III, il établit les principes de Mandragore, puis prend contact avec Bruno Bonnell (Infogrames) ; et ensuite « Ma sœur, Agnès Belmudès, a créé tout le bestiaire et les différents objets (...), soit près de 500 dessins. Les graphismes des donjons et la carte du pays ont été élaborés par Yohann Elhadad, un garçon de 16 ans passionné d'informatique. Sa sœur Anna a composé la musique à partir d'une sonate de Bach pour flûte et clavecin. Je me suis moi-même chargé de la partie programme et des utilitaires. Enfin Christian Ballandras, un ami "kiné" qui écrit des romans, a imaginé la nouvelle qui accompagne le jeu dans sa version de base ainsi que le livre de 200 pages dans la deuxième boîte. »
Voici l'équipe d'origine mentionnée dans le manuel de la version C64 :
- Marc Cecchi
- Agnès Belmudès
- Anna Elhadad
- Yohann Elhadad
- Christian Ballandras
- Bruno Bonnell
- Marie-Christine Gallavardin
- Josiane Girard

D'autres personnes sont ensuite intervenues lors du portage sur d'autres plateformes ; voici l'équipe supplémentaire mentionnée dans le manuel de la version Amstrad CPC :
- Richard Bottet
- Pierre Grosbois
- Philippe Vedier
- Alain Nakache
- Gérard Courouble